# Martin Mrva
Martin Mrva (ur. 12 grudnia 1971 w Preszowie) – słowacki szachista, arcymistrz od 2005 roku.

## Kariera szachowa
W roku 1988 w Trnawie zdobył srebrny, natomiast rok później w Michalovcach - złoty medal mistrzostw Słowacji. W 1993 odniósł duży sukces, zwyciężając (m.in. przed Tiborem Tolnaiem) w sierpniowej edycji cyklicznego turnieju First Saturday w Budapeszcie. W 1995 podzielił II miejsce (za Siergiejem Mowsesianem) w otwartym turnieju w Hlohovcu. W następnym roku zajął III miejsce w otwartych mistrzostwach Słowacji, rozegranych w Martinie. W 1997 triumfował w turnieju Tatry Open w Tatrzańskiej Łomnicy. W 2004 zajął I miejsce w Pieszczanach, natomiast w 2005 podzielił I miejsce w kolejnym turnieju Tatry Open w Tatranskich Zrubach.
Czterokrotnie (1994, 1996, 2000, 2004) wystąpił w narodowej drużynie na szachowych olimpiadach.
Najwyższy ranking w dotychczasowej karierze osiągnął 1 kwietnia 2005 r., z wynikiem 2512 zajmował wówczas 5. miejsce wśród słowackich szachistów.
Jest wydawcą czasopisma "Šach Revue" oraz prowadzi internetowy portal www.c7c5.com.

## Życie prywatne
Żoną Martina Mrvy jest słowacka szachistka, mistrzyni międzynarodowa Alena Mrvová (z domu Bekiarisová).